# 森特勒利亞 (堪薩斯州)
森特勒利亞（英語：Centralia）是一個位於美國堪薩斯州尼馬哈縣的城市。

## 地方資料
根據2020年美國人口普查的數據，森特勒利亞的面積為1.17平方千米，當中陸地面積為1.17平方千米，而水域面積為0.00平方千米。當地共有人口485人，而人口密度為每平方千米414.53人。